# Петър Берон (нос)
Вижте пояснителната страница за други значения на Петър Берон.
Носът Петър Берон (на английски: Beron Point) е морски нос на югозападния бряг на остров Робърт, разположен 4,5 km югоизточно от нос Негра, 1,7 km западно от нунатак Бахо, 1,8 km на запад-северозапад от нос Захари, 3,7 km северозападно от нос Едуърдс на остров Робърт, и 5 km североизточно от нос Аш на остров Гринуич. Оформен в резултат на отдръпването на ледената шапка на острова в края на XX и началото на XXI век.
Координатите му са: 62°26′33″ ю. ш. 59°34′35″ з. д. / 62.4425° ю. ш. 59.576389° з. д..
Наименуван е на българския учен и просветител Петър Берон (1795 – 1871), и във връзка със селището Бероново в Източна България. Името е официално дадено на 15 декември 2006 г. Обнародвано е с указ на Президента на Република България от 31 май 2016 г.
Картографиране българско от 2009 г.

## Карти
- L.L. Ivanov et al. Antarctica: Livingston Island and Greenwich Island, South Shetland Islands. Scale 1:100000 topographic map. Sofia: Antarctic Place-names Commission of Bulgaria, 2005.
- L.L. Ivanov. Antarctica: Livingston Island and Greenwich, Robert, Snow and Smith Islands. Scale 1:120000 topographic map. Troyan: Manfred Wörner Foundation, 2009. ISBN 978-954-92032-6-4